# Newborn (James Gang)
Newborn è l'ottavo album in studio del gruppo musicale statunitense James Gang, pubblicato nel 1975.
La copertinaè una riproduzione del Bambino geopolitico osservante la nascita dell'uomo nuovo di Salvador Dalí.

## Tracce
Side 1
1. Merry-Go-Round – 3:05
2. Gonna Get By – 3:59
3. Earthshaker – 3:48
4. All I Have – 2:17
5. Watch It – 3:32

Side 2
1. Driftin' Dreamer – 3:31
2. Shoulda' Seen Your Face – 3:46
3. Come With Me – 2:30
4. Heartbreak Hotel – 2:15
5. Red Satin Lover – 2:17
6. Cold Wind – 2:34

## Formazione
- Bubba Keith – voce, chitarra elettrica, chitarra acustica
- Richard Shack – chitarra elettrica, cori
- Dale Peters – basso, cori, percussioni
- Jim Fox – batteria, organo, piano
- Al Perkins – steel guitar
- David Briggs – organo, piano
- Kenneth Hamann – synth
- Don Brooks – armonica
- George Ricci – violoncello